# Screen Actors Guild Awards 2003

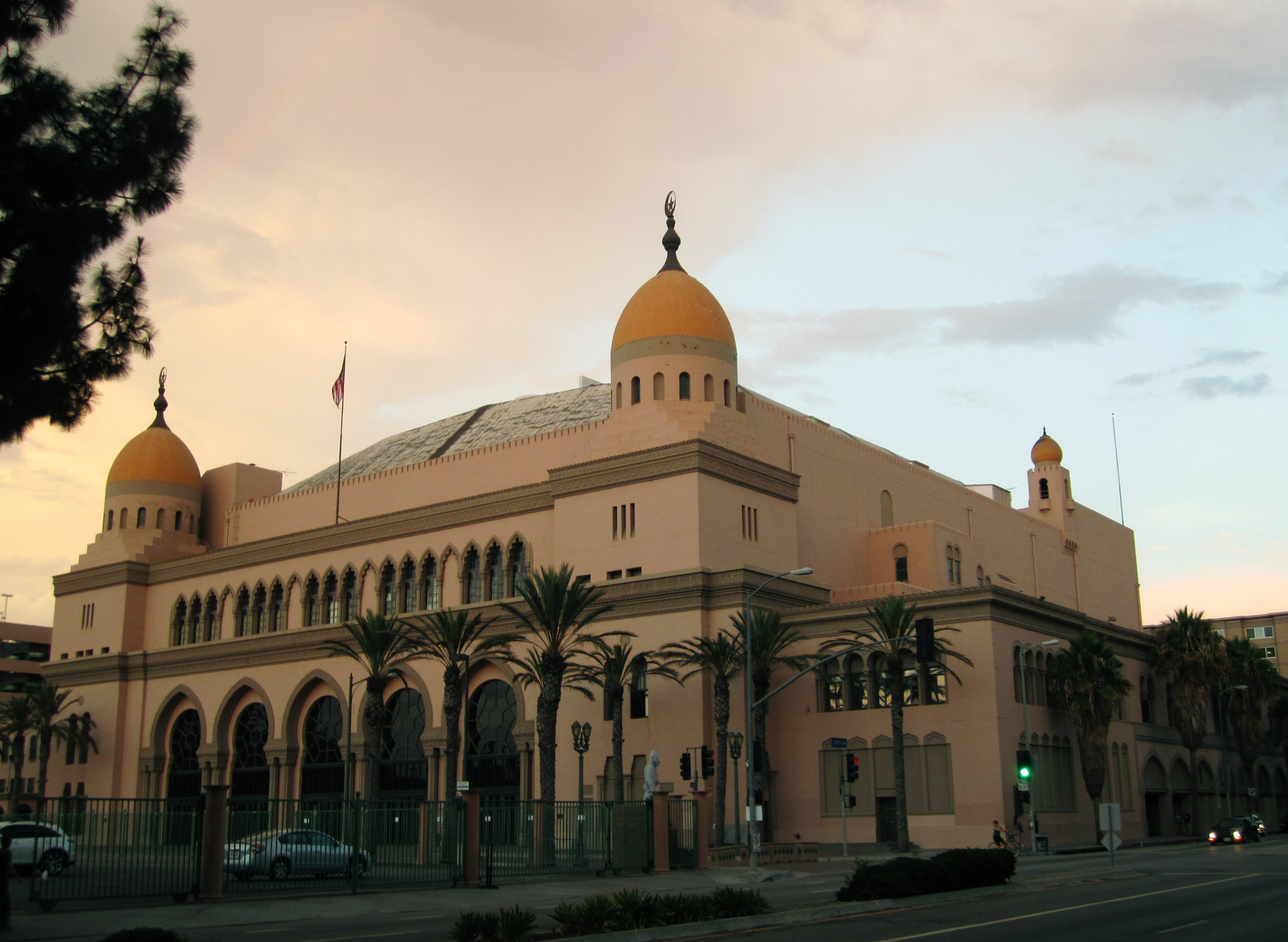
Das Shrine Exposition Center, Veranstaltungsort der Screen Actors Guild Awards 2003

Die 9. Verleihung der US-amerikanischen Screen Actors Guild Awards (englisch 9th Screen Actors Guild Awards), die die Screen Actors Guild jedes Jahr in den Bereichen Film (5 Kategorien) und Fernsehen (8 Kategorien) vergibt, fand am 9. März 2003 im Shrine Exposition Center in Los Angeles statt. Die so genannten SAG Awards ehren, im Gegensatz beispielsweise zum Golden Globe Award, nur Film-, Fernseh- und Ensembleschauspieler und gelten als Gradmesser für die bevorstehende Oscar-Verleihung. Gekürt werden die Sieger von den Mitgliedern der Screen Actors Guild, der man angehören muss, um in den Vereinigten Staaten als Schauspieler zu arbeiten.
Die Nominierten waren am 28. Januar 2003 im Magnin Auditorium des Skirball Cultural Center in Los Angeles von den Schauspielern Megan Mullally und Michael Clarke Duncan bekanntgegeben worden. In den Vereinigten Staaten wurde die Verleihung live vom Kabelsender TNT gezeigt.
Für sein Lebenswerk wurde der US-amerikanische Schauspieler Clint Eastwood gewürdigt.

## Gewinner und Nominierte im Bereich Film
| Film                                 | N | A |
| ------------------------------------ | - | - |
| Chicago                              | 5 | 3 |
| The Hours – Von Ewigkeit zu Ewigkeit | 4 | 0 |
| Adaption – Der Orchideen-Dieb        | 3 | 0 |
| About Schmidt                        | 2 | 0 |
| Frida                                | 2 | 0 |
| Dem Himmel so fern                   | 2 | 0 |

### Bester Hauptdarsteller
Daniel Day-Lewis – Gangs of New York
Adrien Brody – Der Pianist (The Pianist)
Nicolas Cage – Adaption – Der Orchideen-Dieb (Adaptation.)
Richard Gere – Chicago
Jack Nicholson – About Schmidt

### Beste Hauptdarstellerin
Renée Zellweger – Chicago
Salma Hayek – Frida
Nicole Kidman – The Hours – Von Ewigkeit zu Ewigkeit (The Hours)
Diane Lane – Untreu (Unfaithful)
Julianne Moore – Dem Himmel so fern (Far from Heaven)

### Bester Nebendarsteller
Christopher Walken – Catch Me If You Can
Chris Cooper – Adaption – Der Orchideen-Dieb (Adaptation.)
Ed Harris – The Hours – Von Ewigkeit zu Ewigkeit (The Hours)
Alfred Molina – Frida
Dennis Quaid – Dem Himmel so fern (Far from Heaven)

### Beste Nebendarstellerin
Catherine Zeta-Jones – Chicago
Kathy Bates – About Schmidt
Julianne Moore – The Hours – Von Ewigkeit zu Ewigkeit (The Hours)
Michelle Pfeiffer – Weißer Oleander (White Oleander)
Queen Latifah – Chicago

### Bestes Schauspielensemble
Chicago

Christine Baranski, Ekaterina Chtchelkanova, Taye Diggs, Denise Faye, Colm Feore, Richard Gere, Deidre Goodwin, Mya Harrison, Lucy Liu, Queen Latifah, Susan Misner, John C. Reilly, Dominic West, Renée Zellweger und Catherine Zeta-Jones
Adaption – Der Orchideen-Dieb (Adaptation.)
Nicolas Cage, Chris Cooper, Brian Cox, Cara Seymour, Meryl Streep und Tilda Swinton
The Hours – Von Ewigkeit zu Ewigkeit (The Hours)
Toni Collette, Claire Danes, Jeff Daniels, Stephen Dillane, Ed Harris, Allison Janney, Nicole Kidman, Julianne Moore, John C. Reilly, Miranda Richardson und Meryl Streep
Der Herr der Ringe: Die zwei Türme (The Lord of the Rings: The Two Towers)
Sean Astin, Cate Blanchett, Orlando Bloom, Billy Boyd, Brad Dourif, Bernard Hill, Christopher Lee, Ian McKellen, Dominic Monaghan, Viggo Mortensen, Miranda Otto, John Rhys-Davies, Andy Serkis, Liv Tyler, Hugo Weaving, David Wenham und Elijah Wood
My Big Fat Greek Wedding – Hochzeit auf griechisch (My Big Fat Greek Wedding)
Gia Carides, Michael Constantine, John Corbett, Joey Fatone, Lainie Kazan, Andrea Martin und Nia Vardalos

## Gewinner und Nominierte im Bereich Fernsehen
| Serie/Film                           | N | A |
| ------------------------------------ | - | - |
| Die Sopranos                         | 4 | 2 |
| The West Wing – Im Zentrum der Macht | 4 | 0 |
| Will & Grace                         | 3 | 2 |
| Alle lieben Raymond                  | 3 | 1 |
| Friends                              | 3 | 0 |
| Von Tür zu Tür                       | 2 | 1 |
| 24                                   | 2 | 0 |
| Churchill – The Gathering Storm      | 2 | 0 |
| Sex and the City                     | 2 | 0 |

### Bester Darsteller in einem Fernsehfilm oder Miniserie
William H. Macy – Von Tür zu Tür (Door to Door)
Albert Finney – Churchill – The Gathering Storm (The Gathering Storm)
Brad Garrett – Die Jackie Gleason Story (Gleason)
Sean Hayes – Martin and Lewis
John Turturro – Monday Night Mayhem

### Beste Darstellerin in einem Fernsehfilm oder Miniserie
Stockard Channing – Die Matthew Shepard Story (The Matthew Shepard Story)
Kathy Bates – My Sister’s Keeper
Helen Mirren – Von Tür zu Tür (Door to Door)
Vanessa Redgrave – Churchill – The Gathering Storm (The Gathering Storm)
Uma Thurman – Hysterical Blindness

### Bester Darsteller in einer Dramaserie
James Gandolfini – Die Sopranos (The Sopranos)
Michael Chiklis – The Shield – Gesetz der Gewalt (The Shield)
Martin Sheen – The West Wing – Im Zentrum der Macht (The West Wing)
Kiefer Sutherland – 24
Treat Williams – Everwood

### Beste Darstellerin in einer Dramaserie
Edie Falco – Die Sopranos (The Sopranos)
Lorraine Bracco – Die Sopranos (The Sopranos)
Amy Brenneman – Für alle Fälle Amy (Judging Amy)
Allison Janney – The West Wing – Im Zentrum der Macht (The West Wing)
Lily Tomlin – The West Wing – Im Zentrum der Macht (The West Wing)

### Bester Darsteller in einer Comedyserie
Sean Hayes – Will & Grace
Matt LeBlanc – Friends
Bernie Mac – The Bernie Mac Show
Ray Romano – Alle lieben Raymond (Everybody Loves Raymond)
Tony Shalhoub – Monk

### Beste Darstellerin in einer Comedyserie
Megan Mullally – Will & Grace
Jennifer Aniston – Friends
Kim Cattrall – Sex and the City
Patricia Heaton – Alle lieben Raymond (Everybody Loves Raymond)
Jane Kaczmarek – Malcolm mittendrin (Malcolm in the Middle)

### Bestes Schauspielensemble in einer Dramaserie
Six Feet Under – Gestorben wird immer (Six Feet Under)

Lauren Ambrose, Frances Conroy, Rachel Griffiths, Michael C. Hall, Peter Krause, Freddy Rodríguez und Mathew St. Patrick
24
Reiko Aylesworth, Xander Berkeley, Carlos Bernard, Jude Ciccolella, Sarah Clarke, Elisha Cuthbert, Michelle Forbes, Laura Harris, Dennis Haysbert, Leslie Hope, Penny Johnson Jerald, Phillip Rhys, Kiefer Sutherland und Sarah Wynter
CSI: Vegas (CSI: Crime Scene Investigation)
Gary Dourdan, George Eads, Jorja Fox, Paul Guilfoyle, Robert David Hall, Marg Helgenberger, William Petersen und Eric Szmanda
Die Sopranos (The Sopranos)
Lorraine Bracco, Federico Castelluccio, Dominic Chianese, Vincent Curatola, Drea de Matteo, Edie Falco, James Gandolfini, Robert Iler, Michael Imperioli, Joe Pantoliano, Steve Schirripa, Jamie-Lynn Sigler, Tony Sirico, Aida Turturro, Steven Van Zandt und John Ventimiglia
The West Wing – Im Zentrum der Macht (The West Wing)
Stockard Channing, Dulé Hill, Allison Janney, Rob Lowe, Joshua Malina, Janel Moloney, Mary-Louise Parker, Richard Schiff, Martin Sheen, John Spencer, Lily Tomlin und Bradley Whitford

### Bestes Schauspielensemble in einer Comedyserie
Alle lieben Raymond (Everybody Loves Raymond)

Peter Boyle, Brad Garrett, Patricia Heaton, Doris Roberts, Ray Romano und Madylin Sweeten
Frasier
Peri Gilpin, Kelsey Grammer, Jane Leeves, John Mahoney und David Hyde Pierce
Friends
Jennifer Aniston, Courteney Cox, Lisa Kudrow, Matt LeBlanc, Matthew Perry und David Schwimmer
Sex and the City
Kim Cattrall, Kristin Davis, Cynthia Nixon und Sarah Jessica Parker
Will & Grace
Sean Hayes, Eric McCormack, Debra Messing und Megan Mullally

## Preis für das Lebenswerk
Clint Eastwood